# Йордан Кацамунски
Йордан Кацамунски е български художник.

## Биография
Роден е на 30 май 1943 г. в град Плевен. През 1971 г. завършва живопис в Академията за изящни изкуства в Белград при професорите Младен Сърбинович и Раденко Мишевич. От 1972 г. е член на Съюза на българските художници.
Йордан Кацамунски има над 15 самостоятелни изложби, организирани в София, Орешак, Плевен, Сливен, Варна, Пловдив, Букурещ и Будапеща. Участва в ОХИ в България и в представяния на българското изобразително изкуство във Великобритания, Белгия, Германия, Гърция, Дания, Русия, Франция, Холандия, Япония, Швейцария и други.
Умира на 4 юни 2015 г.

## Отличия
Двукратен носител е на Наградата на СБХ за живопис „Владимир Димитров – Майстора“ (1983 и 1987 г.), както и на Наградата за живопис на Комитета за култура (1978 г.).